# Verteuil-d'Agenais
Verteuil-d'Agenais is een gemeente in het Franse departement Lot-et-Garonne (regio Nouvelle-Aquitaine) en telt 498 inwoners (2005). De plaats maakt deel uit van het arrondissement Marmande.

## Geografie
De oppervlakte van Verteuil-d'Agenais bedraagt 22,9 km², de bevolkingsdichtheid is 21,7 inwoners per km².
De onderstaande kaart toont de ligging van Verteuil-d'Agenais met de belangrijkste infrastructuur en aangrenzende gemeenten.

## Demografie
Onderstaande figuur toont het verloop van het inwonertal (bron: INSEE-tellingen).